# Alois Studnička
Alois Studnička (6. února 1842 Janov u Soběslavi – 9. září 1927 Sarajevo) byl český teoretik umění, rytec a pedagog dlouhodobě působící v Bosně a Hercegovině.

## Životopis
Narodil se v obci Janov (pozdější součást vsi Roudná) u Soběslavi v jižních Čechách. Jeho bratrem byl matematik František Josef Studnička. V roce 1861 maturoval na reálném gymnáziu v Táboře. Vysokoškolské vzdělání získal na pražské polytechnice a na Akademii výtvarných umění. Jistou dobu byl pak zaměstnancem Českého průmyslového muzea v Praze. Od roku 1867 byl učitelem na několika školách a jistý čas i asistentem na polytechnice. V muzeu potom působil ve svém volném čase, ale jeho přínos k rozvoji muzea je dnes vysoce ceněn. V roce 1886 si otevřel vlastní odbornou školu v Jaroměři.
V roce 1893 se přestěhoval do Sarajeva v Bosně a Hercegovině, okupované od roku 1878 Rakouskem-Uherskem. Zde otevřel školu technického designu. Tak jako ve své vlasti, i zde se prosadil inovativními metodami výuky kreslení, vypracováním učebních osnov pro řemesla a psaním vědeckých prací. Byl považován za specialistu na umění českého lidu, vyučoval mj. český ornamentalismus. Sepsal několik odborných knih z oboru ornamentalismu a vytváření folklórních vzorů, v němčině, češtině i chorvatštině. V Sarajevu žil až do konce svého života.
Alois Studnička zemřel 9. září 1927 v Sarajevu.